# Eugenia Viteri
Blanca Eugenia Viteri Segura (4 tháng 7 năm 1928 – 21 tháng 9 năm 2023)   là một tiểu thuyết gia, nhà nhân học và giáo viên người Ecuador.
Bà qua đời ngày 21 tháng 9 năm 2023 tại Quito, thọ 95 tuổi.